# Quercus wutaishanica
Quercus wutaishanica là một loài thực vật có hoa trong họ Cử. Loài này được Mayr miêu tả khoa học đầu tiên năm 1906.

## Hình ảnh

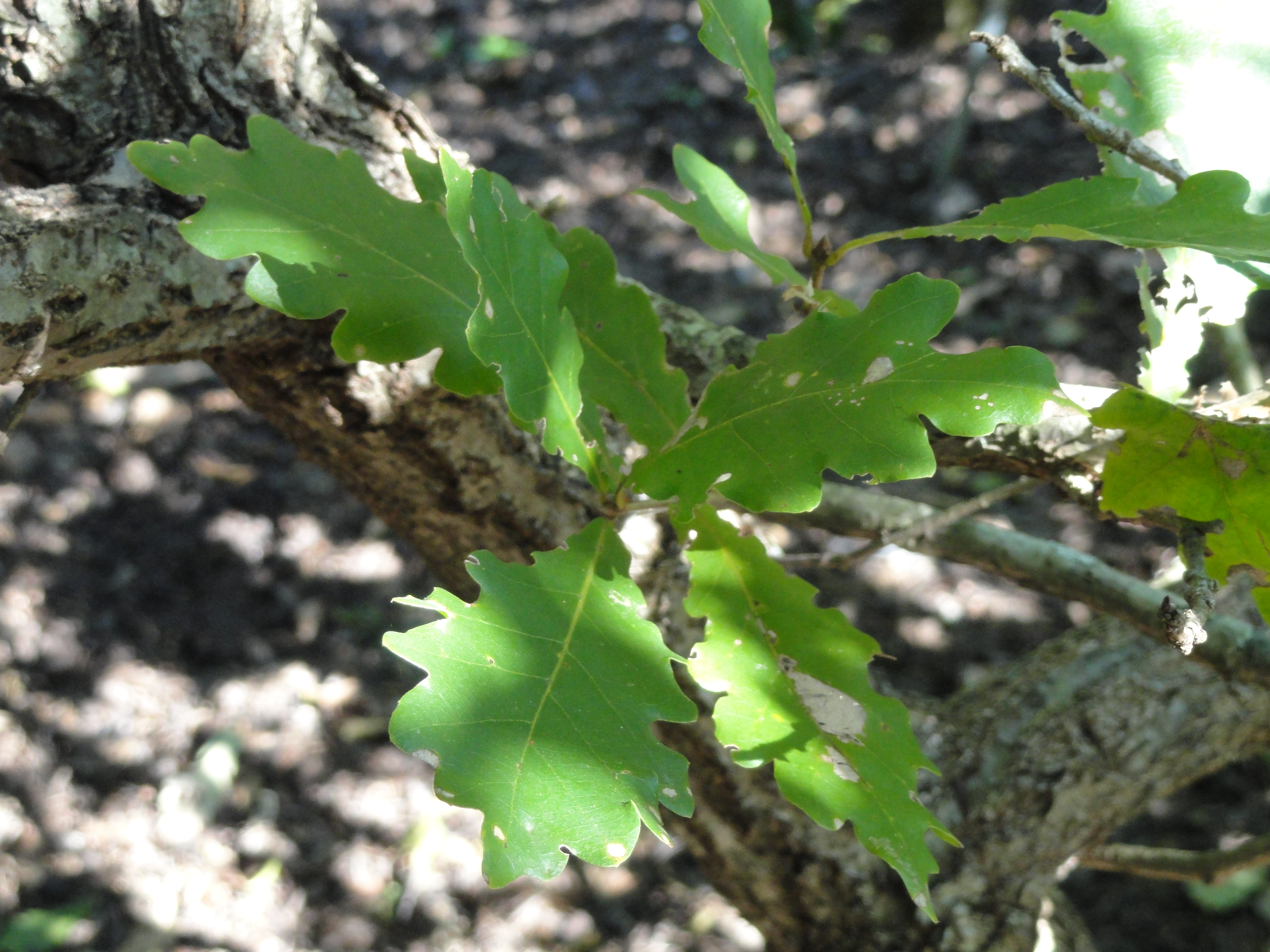